# Hadena strouhali
Hadena strouhali är en fjärilsart som beskrevs av Charles Boursin 1955. Hadena strouhali ingår i släktet Hadena och familjen nattflyn. Inga underarter finns listade i Catalogue of Life.